# Хуан Куадрадо
Хуа́н Гільє́рмо Куадра́до Бе́льйо (ісп. Juan Guillermo Cuadrado Bello, нар. 26 травня 1988, Некоклі) — колумбійський футболіст, правий захисник і вінгер міланського «Інтернаціонале» та національної збірної Колумбії.

## Клубна кар'єра

### Початок кар'єри
Народився 26 травня 1988 року в місті Некоклі. Виховувався у неповній родині, оскільки його батько загинув від випадкової кулі під час вуличної перестрілки, коли хлопцю було чотири роки. Мати несхвально відносилася до захоплення Хуана футболом, проте врешті-решт була змушена піддатися на його умовляння і віддати до однієї з місцевих футбольних шкіл. Згодом продовжив займатися в юнацьких командах футбольних клубів «Атлетіко Ураба» та «Індепендьєнте Медельїн».
У дорослому футболі дебютував 2008 року виступами за команду клубу «Індепендьєнте Медельїн», в якій провів півтора сезони, відігравши у 30 матчах чемпіонату на позиції захисника.

### Переїзд до Італії
Своєю грою за цю команду привернув увагу представників тренерського штабу клубу «Удінезе», до складу якого приєднався 2009 року. Відіграв за команду з Удіне наступні два сезони своєї ігрової кар'єри, протягом яких з'являвся на полі нерегулярно. Проте саме в «Удінезе» гравця почали використовувати у півзахисті, ближче до атакувальної ланки команди.
2011 року задля отримання ігрової практики був відданий в оренду до «Лечче», де провів повноцінний сезон як гравець основного складу.
Граючи за «Лечче», зацікавив представників «Фіорентини», яка 2012 року придбала половину прав на гравця за 5 мільйноів євро. У флорентійському клубі розкрився атакувальний потенціал Куадрадо, який став важливою фігурою в організації нападу «фіалок». Влітку 2014 року «Фіорентина» викупила й другу половину прав на гравця, яка вже обійшлася у 12 мільйонів євро. Загалом за два з половиною сезони відіграв за «фіалок» 85 матчів у національному чемпіонаті, в яких відзначився 20 забитими голами.

### «Челсі»
2 лютого 2015 було оголошено, що новим клубом Куадрадо став лондонський «Челсі», який викупив контракт гравця за більш ніж 23 мільйони фунтів стерлінгів та уклав з ним угоду на 4,5 роки. Прийшовши до лондонської команди, за другу половину сезону 2014/15, в якому «Челсі» здобув титул чемпіона Англії, взяв участь у 12 іграх першості, здебільше виходячи на заміну. Не зміг скласти гідну конкуренцію бразильцям Вілліану і Раміресу, що з його приходом залашилися головними опціями тренерського штабу на позиціях основних атакувальних півзахисників.

### «Ювентус»
Провівши за лондонців одну гру на початку сезону 2015/16, 25 серпня 2015 року повернувся до Італії, ставши гравцем туринського «Ювентуса». Оригінальна орендна угода була розрахована до кінця сезону 2015/16 і коштувала італійцям 1,5 мільйони євро. У добре йому знайомій Серії A відразу почав демонструвати свої найкращі ігрові якості і користуватися довірою тренерського штабу. Провівши 40 матчів в усіх турнірах, допоміг «Ювентусу» зробити «золотий дубль» — здобути перемоги у чемпіонаті та національному Кубку.
Влітку 2016 року повернувся до «Челсі», за команду якого провів у міжсезоння декілька товариських ігор, проте не у Лондоні не залишився. Натомість «Челсі» домовився з «Ювентусом» про нову довгострокову оренду Куадрадо, за умовами якої туринці мали сплачувати за гравця по 5 мільйонів євро на рік та мали протягом наступних трьох років викупити його трансфер за суму у 20 мільйонів євро за вирахуванням коштів, сплачених на той момент у вигляді плати за оренду. Після 
сезону 2016/17, в якому «Ювентус» знову тріумфував у чемпіонаті і кубку Італії, а Куадрадо був основним гравцем, керівництво італійського клубу у травні 2017 року викупило його контракт.
У сезоні сезону 2017/18 допоміг «Ювентусу» зробити третій поспіль «золотий дубль». Загалом був основним гравце «старої сеньйори» пртягом восьми років, взявши за цей час участь у 314 іграх різних турнірів.

### «Інтернаціонале»
19 липня 2023 року досвідчений 35-річний гравець на правах вільного агента уклав однорічний контракт з міланським «Інтернаціонале».

## Виступи за збірну
2010 року дебютував в офіційних матчах за національну збірну Колумбії.
Наступного року поїхав на свій перший великий турнір у складі збірної — Кубок Америки 2011 в Аргентині, де взяв участь лише в одній грі групового етапу.
По ходу відбору на чемпіонат світу 2014 року вже став гравцем основного складу. Безпосередньо у фінальній частині чемпіонату світу 2014, де колумбійці дійшли чвертьфіналу, в якому поступилися господарям турніру бразильцям, провів усі п'ять матчів своєї команди, незмінно виходячи на поле в її стартовому складі.
Протягом двох наступних років був учасником розіграшу Кубка Америки 2015 року у Чилі, а також розіграшу Кубка Америки 2016 року у США. На обох континентальних турнірах відіграв в усіх матчах Колумбії, на другому з них допоміг їй здобути бронзові медалі першості.
Також як гравець основного складу був учасником своєї другої світової першості — чемпіонату світу 2018 року, де колумбійці дійшли до стадії 1/8 фіналу. У другій грі групового етапу проти збірної Польщі став автором одного з трьох голів колумбійців, на які європейська команда не змогла відповісти бодай одним влучним ударом. У грі 1/8 фіналу проти  збірної Англії повністю відіграв 90 хвилин основного і 30 хвилин додаткового часу, а згодом успішно реалізував свою спробу у серії післяматчевих пенальті, яку, утім, його команди програла з рахунком 3:4.
| Дата       | Місто               | Господарі        | Результат          | Гості       | Турнір                                 | Голи | Примітки   |
| ---------- | ------------------- | ---------------- | ------------------ | ----------- | -------------------------------------- | ---- | ---------- |
| 04-09-2010 | Пуерто-ла-Крус      | Венесуела        | 0 – 2              | Колумбія    | товариський матч                       | 1    |            |
| 08-09-2010 | Гвадалахара         | Мексика          | 1 – 0              | Колумбія    | товариський матч                       | -    |            |
| 09-10-2010 | Нью-Йорк            | Еквадор          | 0 – 1              | Колумбія    | товариський матч                       | -    |            |
| 13-10-2010 | Філадельфія         | США              | 0 – 0              | Колумбія    | товариський матч                       | -    |            |
| 09-02-2011 | Мадрид              | Іспанія          | 1 – 0              | Колумбія    | товариський матч                       | -    |            |
| 29-03-2011 | Гаага               | Чилі             | 2 – 0              | Колумбія    | товариський матч                       | -    |            |
| 10-07-2011 | Санта-Фе            | Колумбія         | 2 – 0              | Болівія     | Копа Америка 2011 - 1-й етап           | -    |            |
| 04-09-2011 | Нью-Йорк            | Гондурас         | 0 – 2              | Колумбія    | товариський матч                       | -    |            |
| 29-02-2012 | Маямі               | Мексика          | 0 – 2              | Колумбія    | товариський матч                       | 1    |            |
| 03-06-2012 | Ліма                | Перу             | 0 – 1              | Колумбія    | Відбір до ЧС 2014                      | -    |            |
| 10-06-2012 | Кіто                | Еквадор          | 1 – 0              | Колумбія    | Відбір до ЧС 2014                      | -    |            |
| 11-09-2012 | Сантьяго            | Чилі             | 1 – 3              | Колумбія    | Відбір до ЧС 2014                      | -    |            |
| 12-10-2012 | Барранкілья         | Колумбія         | 2 – 0              | Парагвай    | Відбір до ЧС 2014                      | -    |            |
| 17-10-2012 | Барранкілья         | Колумбія         | 3 – 0              | Камерун     | товариський матч                       | -    |            |
| 14-11-2012 | Сан-Паулу           | Бразилія         | 1 – 1              | Колумбія    | товариський матч                       | 1    |            |
| 06-02-2013 | Гватемала           | Гватемала        | 1 – 4              | Колумбія    | товариський матч                       | -    |            |
| 22-03-2013 | Богота              | Колумбія         | 5 – 0              | Болівія     | Відбір до ЧС 2014                      | -    |            |
| 26-03-2013 | Каракас             | Венесуела        | 1 – 0              | Колумбія    | Відбір до ЧС 2014                      | -    |            |
| 07-06-2013 | Розарій             | Аргентина        | 0 – 0              | Колумбія    | Відбір до ЧС 2014                      | -    |            |
| 11-06-2013 | Богота              | Колумбія         | 2 – 0              | Перу        | Відбір до ЧС 2014                      | -    |            |
| 14-08-2013 | Богота              | Колумбія         | 1 – 0              | Сербія      | товариський матч                       | -    |            |
| 06-09-2013 | Богота              | Колумбія         | 1 – 0              | Еквадор     | Відбір до ЧС 2014                      | -    |            |
| 10-09-2013 | Уругвай             | Уругвай          | 2 – 0              | Колумбія    | Відбір до ЧС 2014                      | -    |            |
| 11-10-2013 | Барранкілья         | Колумбія         | 3 – 3              | Чилі        | Відбір до ЧС 2014                      | -    |            |
| 14-11-2013 | Брюссель            | Бельгія          | 0 – 2              | Колумбія    | товариський матч                       | -    |            |
| 19-11-2013 | Амстердам           | Нідерланди       | 0 – 0              | Колумбія    | товариський матч                       | -    |            |
| 5-3-2014   | Курналя-да-Любрагат | Колумбія         | 1 – 1              | Туніс       | товариський матч                       | -    | 47' - 74'  |
| 31-5-2014  | Буенос-Айрес        | Колумбія         | 2 – 2              | Сенегал     | товариський матч                       | -    | 46'        |
| 6-6-2014   | Буенос-Айрес        | Колумбія         | 3 – 0              | Йорданія    | товариський матч                       | 1    | 46' - 75'  |
| 14-6-2014  | Белу-Оризонті       | Колумбія         | 3 – 0              | Греція      | ЧС 2014 - 1-й етап                     | -    |            |
| 19-6-2014  | Бразиліа            | Колумбія         | 2 – 1              | Кот-д'Івуар | ЧС 2014 - 1-й етап                     | -    |            |
| 24-6-2014  | Куяба               | Японія           | 1 – 4              | Колумбія    | ЧС 2014 - 1-й етап                     | 1    | 46'        |
| 28-6-2014  | Ріо-де-Жанейро      | Колумбія         | 2 – 0              | Уругвай     | ЧС 2014 - 1/8 фіналу                   | -    | 81'        |
| 4-7-2014   | Форталеза           | Бразилія         | 2 – 1              | Колумбія    | ЧС 2014 - чвертьфінал                  | -    | 80'        |
| 5-9-2014   | Маямі-Ґарденс       | Бразилія         | 1 – 0              | Колумбія    | товариський матч                       | -    | 29', 49'   |
| 14-10-2014 | Гаррісон            | Канада           | 0 – 1              | Колумбія    | товариський матч                       | -    |            |
| 14-11-2014 | Лондон              | США              | 1 – 2              | Колумбія    | товариський матч                       | -    | 88'        |
| 18-11-2014 | Любляна             | Словенія         | 0 – 1              | Колумбія    | товариський матч                       | -    | 80'        |
| 26-3-2015  | Ріффа               | Бахрейн          | 0 – 6              | Колумбія    | товариський матч                       | -    | 82'        |
| 30-3-2015  | Абу-Дабі            | Колумбія         | 3 – 1              | Кувейт      | товариський матч                       | -    | 46'        |
| 6-6-2015   | Буенос-Айрес        | Колумбія         | 1 – 0              | Коста-Рика  | товариський матч                       | -    | 38' - 77'  |
| 14-6-2015  | Ранкагуа            | Колумбія         | 0 – 1              | Венесуела   | Копа Америка 2015 - 1-й етап           | -    |            |
| 17-6-2015  | Сантьяго            | Бразилія         | 0 – 1              | Колумбія    | Копа Америка 2015 - 1-й етап           | -    |            |
| 21-6-2015  | Темуко              | Колумбія         | 0 – 0              | Перу        | Копа Америка 2015 - 1-й етап           | -    |            |
| 26-6-2015  | Вінья-дель-Мар      | Аргентина        | 0 – 0 (5 – 4 п.п.) | Колумбія    | Копа Америка 2015 - чвертьфінал        | -    | 40'        |
| 8-10-2015  | Барранкілья         | Колумбія         | 2 – 0              | Перу        | Відбір до ЧС 2018                      | -    |            |
| 13-10-2015 | Монтевідео          | Уругвай          | 3 – 0              | Колумбія    | Відбір до ЧС 2018                      | -    | 90+3'      |
| 24-3-2016  | Ла-Пас              | Болівія          | 2 – 3              | Колумбія    | Відбір до ЧС 2018                      | -    |            |
| 29-3-2016  | Барранкілья         | Колумбія         | 3 – 1              | Еквадор     | Відбір до ЧС 2018                      | -    | 61' - 85'  |
| 29-5-2016  | Маямі               | Колумбія         | 3 – 1              | Гаїті       | товариський матч                       | 1    | 66'        |
| 3-6-2016   | Санта-Клара         | США              | 0 – 2              | Колумбія    | Копа Америка 2016 - 1-й етап           | -    |            |
| 7-6-2016   | Пасадена            | Колумбія         | 2 – 1              | Парагвай    | Копа Америка 2016 - 1-й етап           | -    | 87'        |
| 11-6-2016  | Х'юстон             | Колумбія         | 2 – 3              | Коста-Рика  | Копа Америка 2016 - 1-й етап           | -    | 66'        |
| 17-6-2016  | Іст-Ратерфорд       | Перу             | 0 – 0 (2 – 4 п.п.) | Колумбія    | Копа Америка 2016 - чвертьфінал        | -    |            |
| 22-6-2016  | Чикаго              | Колумбія         | 0 – 2              | Чилі        | Копа Америка 2016 - півфінал           | -    | 80'        |
| 25-6-2016  | Глендейл            | США              | 0 – 1              | Колумбія    | Копа Америка 2016 - матч за 3-тє місце | -    | 73' 74'    |
| 1-9-2016   | Барранкілья         | Колумбія         | 2 – 0              | Венесуела   | Відбір до ЧС 2018                      | -    | 70'        |
| 6-9-2016   | Манаус              | Бразилія         | 2 – 1              | Колумбія    | Відбір до ЧС 2018                      | -    | 52'        |
| 6-10-2016  | Асунсьйон           | Парагвай         | 0 – 1              | Колумбія    | Відбір до ЧС 2018                      | -    | 82'        |
| 11-10-2016 | Барранкілья         | Колумбія         | 2 – 2              | Уругвай     | Відбір до ЧС 2018                      | -    | 82'        |
| 16-11-2016 | Сан-Хуан            | Аргентина        | 3 – 0              | Колумбія    | Відбір до ЧС 2018                      | -    | 76'        |
| 23-3-2017  | Барранкілья         | Колумбія         | 1 – 0              | Болівія     | Відбір до ЧС 2018                      | -    |            |
| 28-3-2017  | Кіто                | Еквадор          | 0 – 2              | Колумбія    | Відбір до ЧС 2018                      | 1    |            |
| 7-6-2017   | Мурсія              | Іспанія          | 2 – 2              | Колумбія    | товариський матч                       | -    | 31' - 88'  |
| 13-6-2017  | Хетафе              | Камерун          | 0 – 4              | Колумбія    | товариський матч                       | -    | 77'        |
| 31-8-2017  | Сан-Кристобаль      | Венесуела        | 0 – 0              | Колумбія    | Відбір до ЧС 2018                      | -    |            |
| 5-9-2017   | Барранкілья         | Колумбія         | 1 – 1              | Бразилія    | Відбір до ЧС 2018                      | -    | 46'        |
| 5-10-2017  | Барранкілья         | Колумбія         | 1 – 2              | Парагвай    | Відбір до ЧС 2018                      | -    | 63'        |
| 10-10-2017 | Ліма                | Перу             | 1 – 1              | Колумбія    | Відбір до ЧС 2018                      | -    |            |
| 1-6-2018   | Бергамо             | Єгипет           | 0 – 0              | Колумбія    | товариський матч                       | -    | 46'        |
| 19-6-2018  | Саранськ            | Колумбія         | 1 – 2              | Японія      | ЧС 2018 - 1-й етап                     | -    | 30'        |
| 24-6-2018  | Казань              | Польща           | 0 – 3              | Колумбія    | ЧС 2018 - 1-й етап                     | 1    |            |
| 28-6-2018  | Самара              | Сенегал          | 0 – 1              | Колумбія    | ЧС 2018 - 1-й етап                     | -    |            |
| 3-7-2018   | Москва              | Колумбія         | 1 – 1 (3 – 4 п.п.) | Англія      | ЧС 2018 - 1/8 фіналу                   | -    |            |
| 7-9-2018   | Маямі-Гарденс       | Венесуела        | 1 – 2              | Колумбія    | товариський матч                       | -    | 75'        |
| 11-9-2018  | Іст-Ратерфорд       | Аргентина        | 0 – 0              | Колумбія    | товариський матч                       | -    | 69' 78'    |
| 12-10-2018 | Тампа               | США              | 2 – 4              | Колумбія    | товариський матч                       | -    | 55'        |
| 17-10-2018 | Гаррісон            | Колумбія         | 3 – 1              | Коста-Рика  | товариський матч                       | -    | 64'        |
| 4-6-2019   | Богота              | Колумбія         | 3 – 0              | Панама      | товариський матч                       | -    | 46'        |
| 9-6-2019   | Ліма                | Перу             | 0 – 3              | Колумбія    | товариський матч                       | -    | 18' - 46'  |
| 15-6-2019  | Сальвадор           | Аргентина        | 0 – 2              | Колумбія    | Копа Америка 2019 - 1-й етап           | -    | 60' 64'    |
| 19-6-2019  | Сан-Паулу           | Колумбія         | 1 – 0              | Катар       | Копа Америка 2019 - 1-й етап           | -    | 64'        |
| 23-6-2019  | Сальвадор           | Колумбія         | 1 – 0              | Парагвай    | Копа Америка 2019 - 1-й етап           | -    | 58'        |
| 29-6-2019  | Сан-Паулу           | Колумбія         | 0 – 0 (4 – 5 п.п.) | Чилі        | Копа Америка 2019 - чвертьфінал        | -    | 70'        |
| 7-9-2019   | Маямі-Гарденс       | Бразилія         | 2 – 2              | Колумбія    | товариський матч                       | -    | 87'        |
| 10-9-2019  | Тампа               | Колумбія         | 0 – 0              | Венесуела   | товариський матч                       | -    | кап. 57'   |
| 12-10-2019 | Аліканте            | Колумбія         | 0 – 0              | Чилі        | товариський матч                       | -    | кап. 50'   |
| 15-10-2019 | Лілль               | Алжир            | 3 – 0              | Колумбія    | товариський матч                       | -    | 46'        |
| 16-11-2019 | Маямі-Гарденс       | Колумбія         | 1 – 0              | Перу        | товариський матч                       | -    | 77'        |
| 19-11-2019 | Гаррісон            | Еквадор          | 0 – 1              | Колумбія    | товариський матч                       | -    | 65'        |
| 9-10-2020  | Барранкілья         | Колумбія         | 3 – 0              | Венесуела   | Відбір до ЧС 2022                      | -    | 59'        |
| 13-10-2020 | Сантьяго            | Чилі             | 2 – 2              | Колумбія    | Відбір до ЧС 2022                      | -    |            |
| 13-11-2020 | Барранкілья         | Колумбія         | 0 – 3              | Уругвай     | Відбір до ЧС 2022                      | -    |            |
| 17-11-2020 | Кіто                | Еквадор          | 6 – 1              | Колумбія    | Відбір до ЧС 2022                      | -    | 66'        |
| 3-6-2021   | Ліма                | Перу             | 0 – 3              | Колумбія    | Відбір до ЧС 2022                      | -    |            |
| 8-6-2021   | Барранкілья         | Колумбія         | 2 – 2              | Аргентина   | Відбір до ЧС 2022                      | -    |            |
| 13-6-2021  | Куяба               | Колумбія         | 1 – 0              | Еквадор     | Копа Америка 2021 - 1-й етап           | -    |            |
| 17-6-2021  | Гоянія              | Колумбія         | 0 – 0              | Венесуела   | Копа Америка 2021 - 1-й етап           | -    | 77'        |
| 20-6-2021  | Гоянія              | Колумбія         | 1 – 2              | Перу        | Копа Америка 2021 - 1-й етап           | -    |            |
| 23-6-2021  | Ріо-де-Жанейро      | Бразилія         | 2 – 1              | Колумбія    | Копа Америка 2021 - 1-й етап           | -    | 70'        |
| 6-7-2021   | Бразиліа            | Аргентина        | 1 – 1 (3 – 2 п.п.) | Колумбія    | Копа Америка 2021 - півфінал           | -    | 45+4'      |
| 10-7-2021  | Бразиліа            | Колумбія         | 3 – 2              | Перу        | Копа Америка 2021 - матч за 3-тє місце | 1    |            |
| 2-9-2021   | Ла-Пас              | Болівія          | 1 – 1              | Колумбія    | Відбір до ЧС 2022                      | -    |            |
| 5-9-2021   | Асунсьйон           | Парагвай         | 1 – 1              | Колумбія    | Відбір до ЧС 2022                      | 1    |            |
| 9-9-2021   | Барранкілья         | Колумбія         | 3 – 1              | Чилі        | Відбір до ЧС 2022                      | -    |            |
| 7-10-2021  | Монтевідео          | Уругвай          | 0 – 0              | Колумбія    | Відбір до ЧС 2022                      | -    | 63' 80'    |
| 14-10-2021 | Барранкілья         | Колумбія         | 0 – 0              | Еквадор     | Відбір до ЧС 2022                      | -    |            |
| 11-11-2021 | Сан-Паулу           | Бразилія         | 1 – 0              | Колумбія    | Відбір до ЧС 2022                      | -    | 43'        |
| 16-11-2021 | Барранкілья         | Колумбія         | 0 – 0              | Парагвай    | Відбір до ЧС 2022                      | -    |            |
| 28-1-2022  | Барранкілья         | Колумбія         | 0 – 1              | Перу        | Відбір до ЧС 2022                      | -    |            |
| 1-2-2022   | Кордова             | Аргентина        | 1 – 0              | Колумбія    | Відбір до ЧС 2022                      | -    |            |
| 24-3-2022  | Барранкілья         | Колумбія         | 3 – 0              | Болівія     | Відбір до ЧС 2022                      | -    | 68' 74'    |
| 25-9-2022  | Гаррісон            | Колумбія         | 4 – 1              | Гватемала   | товариський матч                       | -    | 46'        |
| 27-9-2022  | Санта-Клара         | Мексика          | 2 – 3              | Колумбія    | товариський матч                       | -    |            |
| 16-6-2023  | Валенсія            | Колумбія         | 1 – 0              | Ірак        | товариський матч                       | -    | кап. 59'   |
| 20-6-2023  | Гельзенкірхен       | Німеччина        | 0 – 2              | Колумбія    | товариський матч                       | 1    | кап. 90+4' |
| 7-9-2023   | Барранкілья         | Колумбія         | 1 – 0              | Венесуела   | Відбір до ЧС 2026                      | -    | кап.       |
| Усього     |                     | Матчів (2 місце) | 116                |             | Голів                                  | 11   |            |

## Титули і досягнення
- Чемпіон Англії (1):

«Челсі»: 2014-15
- Володар Кубка Футбольної ліги (1):

«Челсі»: 2014-15
- Чемпіон Італії (6):

«Ювентус»: 2015–16, 2016-17, 2017-18, 2018-19, 2019-20
«Інтернаціонале»: 2023–24
- Володар Кубка Італії (4):

«Ювентус»: 2015-16, 2016-17, 2017-18, 2020-21
- Володар Суперкубка Італії (3):

«Ювентус»: 2018, 2020
«Інтернаціонале»: 2023
- Бронзовий призер Кубка Америки: 2016, 2021